# Игнатович, Сергей Сергеевич
Серге́й Серге́евич Игнато́вич (бел. Сяргей Сяргеевіч Ігнатовіч; род. 29 июня 1992[…], Могилёв) — белорусский футболист, вратарь казахстанского клуба «Женис» и национальной сборной Беларуси. Мастер спорта Республики Беларусь.

## Карьера
Сергей Игнатович родился в 1992 году. Воспитанник школы минского «Динамо». В составе «Динамо» Минск начал профессиональную карьеру в футболе.
Впервые в дублирующем составе Игнатович появился на поле 17 апреля 2009 года в матче минского и брестского «Динамо», заменив в перерыве Андрея Горбунова. Минчане выиграли тот матч с минимальным счётом, а Игнатович в отведённое ему время отстоял «насухо». Первый полный матч в составе дубля минского «Динамо» был сыгран почти через три месяца — 11 июля, на выезде с резервистами «Днепра», где Сергей вновь отстоял без пропущенных мячей. Хотя тот матч завершился безголевой ничьей.
По итогу сезона Сергей Игнатович, сыграв 10 матчей за вторую команду «Динамо», получил малые золотые медали за победу в первенстве дублёров.
Со следующего года он стал регулярно защищать ворота в дубле, проявил себя как надёжный вратарь, так что в 2012 году впервые появился на поле в составе первой команды. Дебют пришёлся на матч кубка Беларуси с пинской «Волной» — на 67-й минуте Игнатович заменил в воротах Александра Сулиму.
Проведя сезон 2013 года в аренде в клубе «Берёза-2010», Игнатович был вновь призван в ряды минского «Динамо». В конце сезона 2014 получил место основном составе клуба: выходил на поле в ключевых матчах чемпионата и Лиги Европы. В сезоне 2015 не смог выиграть конкуренцию у Александра Гутора, проведя большинство матчей на скамейке запасных. Сыграл 4 матча на групповом этапе Лиги Европы (3 — в сезоне 2014/15, 1 — в сезоне 2015/16).
Начав сезон 2016 вторым вратарём, летом стал основным голкипером минчан после ухода из команды Александра Гутора. В начале 2017 года, после неудачной игры в первом матче сезона (2:2 против брестского «Динамо» в кубке Беларуси) уступил место в основе Андрею Климовичу, однако в июле снова стал появляться в стартовом составе. В сентябре 2017 года продлил контракт с динамовцами до конца 2019 года. Конец сезона 2017 года пропустил из-за травмы.
В сезоне 2018 был вторым вратарём после Андрея Горбунова, а в 2019 году — вторым вратарём после Максима Плотникова. Только в октябре и ноябре в связи с травмой Плотникова занимал место в воротах основной команды. 30 ноября 2019 года по истечении срока действия контракта покинул «Динамо».
В январе 2020 года подписал контракт с «Динамо-Брест». В сезоне 2020 регулярно появлялся на поле, чередуясь с Павлом Павлюченко.
В феврале 2021 года присоединился к «Минску». Начинал сезон в качестве основного вратаря, вскоре получил травму и больше на поле не появлялся. В декабре по окончании контракта покинул столичный клуб.
В апреле 2022 года стал игроком «Ислочи». Дебютировал за клуб 23 апреля 2022 года в матче против «Энергетика-БГУ», пропустив один мяч с пенальти. В декабре 2022 года футболистом интересовался солигорский «Шахтёр». По окончании срока действия контракта покинул клуб.
В январе 2023 года футболист на правах свободного агента перешёл в солигорский «Шахтёр». Стал обладателем Суперкубка Беларуси 25 февраля 2023 года, где солигорский клуб одержал победу над «Гомелем».

## Достижения
«Динамо» (Минск)
- Серебряный призёр чемпионата Беларуси (3): 2014, 2015, 2017
- Бронзовый призёр чемпионата Беларуси (2): 2016, 2018
- Финалист Кубка Беларуси: 2012/13

«Динамо» (Брест)
- Обладатель Кубка Беларуси: 2019/20
- Обладатель Суперкубка Беларуси: 2020

Шахтёр (Солигорск)
- Обладатель Суперкубка Беларуси: 2023